# Anton Schrödl
Anton Schrödl (né le 19 février 1820 à Schwechat et mort le 5 juillet 1906  à Vienne) est un peintre autrichien.

## Biographie

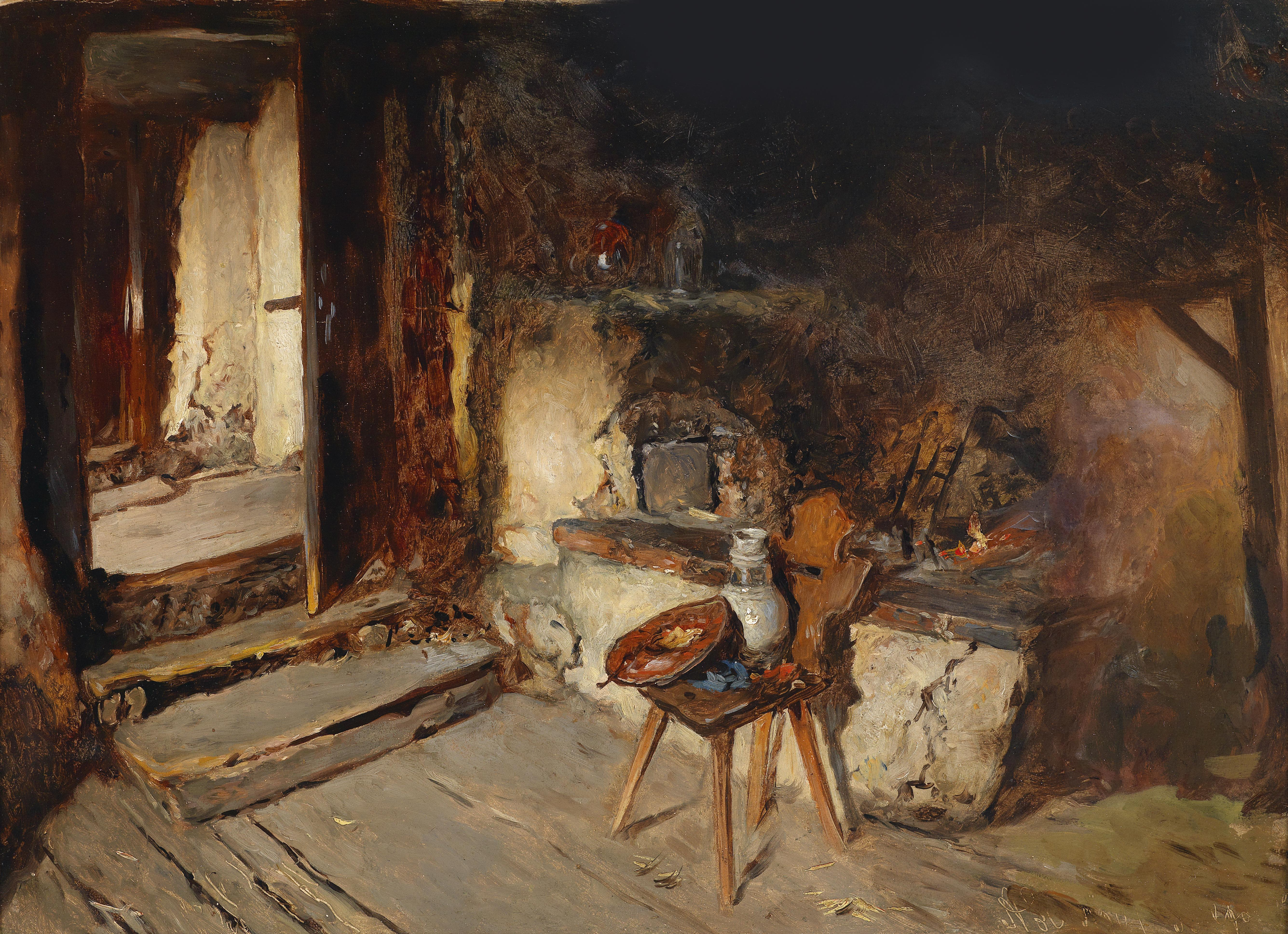
Rauchkuchl, huile sur panneau

Fils d'un quincailler, Anton Schrödl entre en 1833 à l'Académie des beaux-arts de Vienne où il a comme professeur Sebastian Wegmayr(1776–1857). En 1835, il obtient le Gundel-Preis (de).
Il se fait d'abord connaître comme lithographe et peint des études animales et des paysages. En 1864, il conçoit pour Gustav Jäger le vivarium du Prater de Vienne.
Il voyage en 1870, avec Johann Nepomuk Wilczek, en Algérie.
Décédé en 1906, sa tombe est au cimetière central de Vienne. 

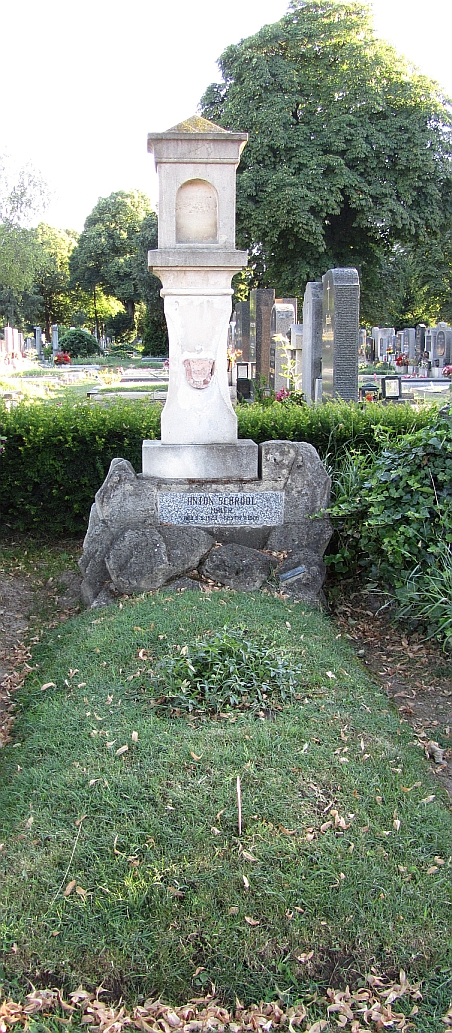
Tombe de Anton Schrödl

## Œuvres
- Das Grubkreuz am Hallstättersee (1847), dessin au crayon
- Tiere an der Tränke, huile sur toile
- Im Stall, huile sur panneau
- Liegendes Schaf, huile sur toile
- Wagen von einem Schimmel gezogen, huile sur panneau
- Pinzgauer Rauchküche, huile sur panneau
- In der Bauernküche, huile sur panneau
- Almweide, huile sur toile
- Ankunft auf der Hochalm, huile sur toile
- Bewachsener Fels, huile sur panneau
- Hirte mit Schafen in Ungarn, huile sur toile
- Wohnzimmer des Künstlers (1881), huile sur panneau
- Gebirgslandschaft mit Jäger und Hund, aquarelle
- Das Tischgebet, huile sur panneau (35 x 27,5 cm)

## Galerie

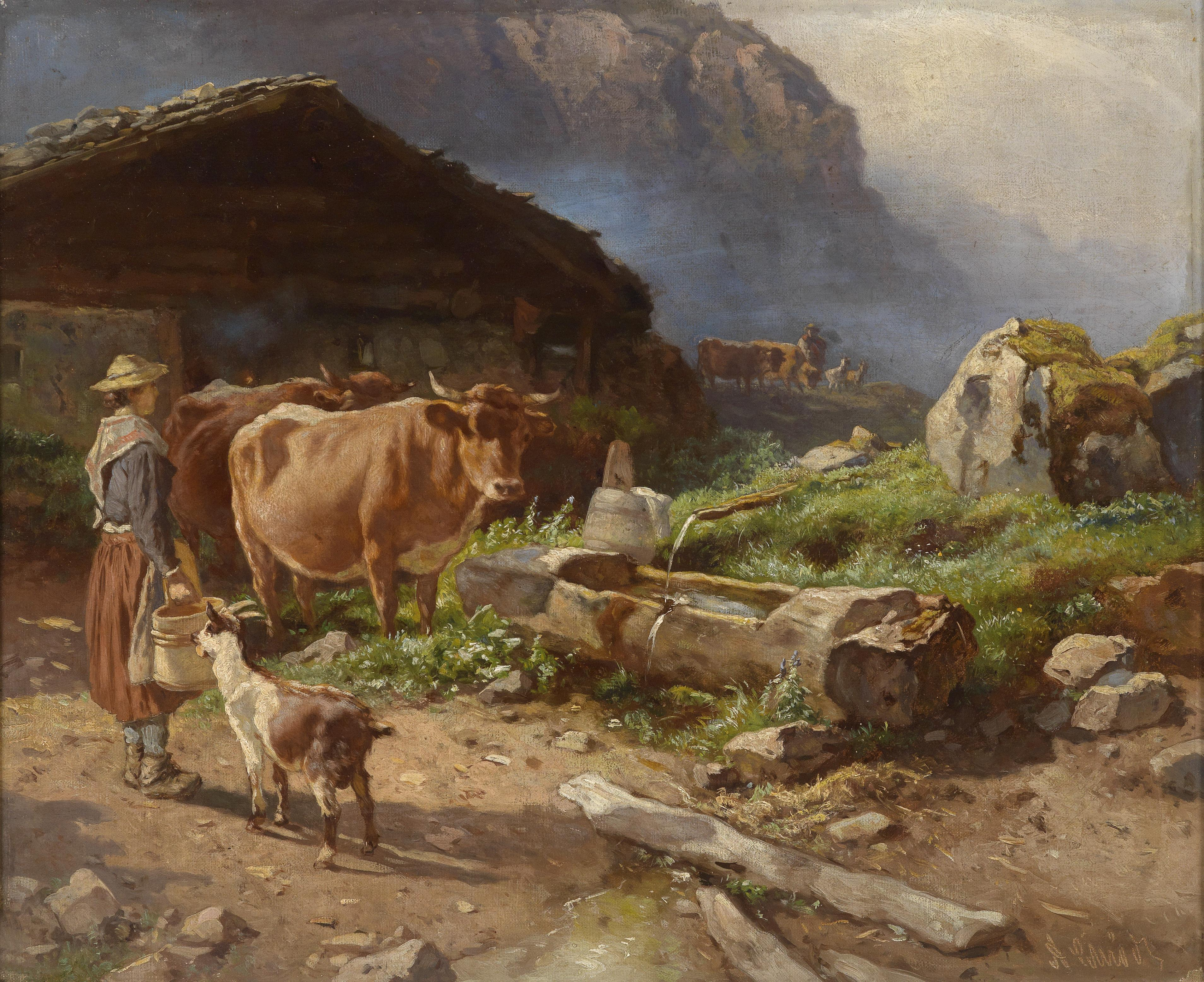
Auf der Alm, 1906
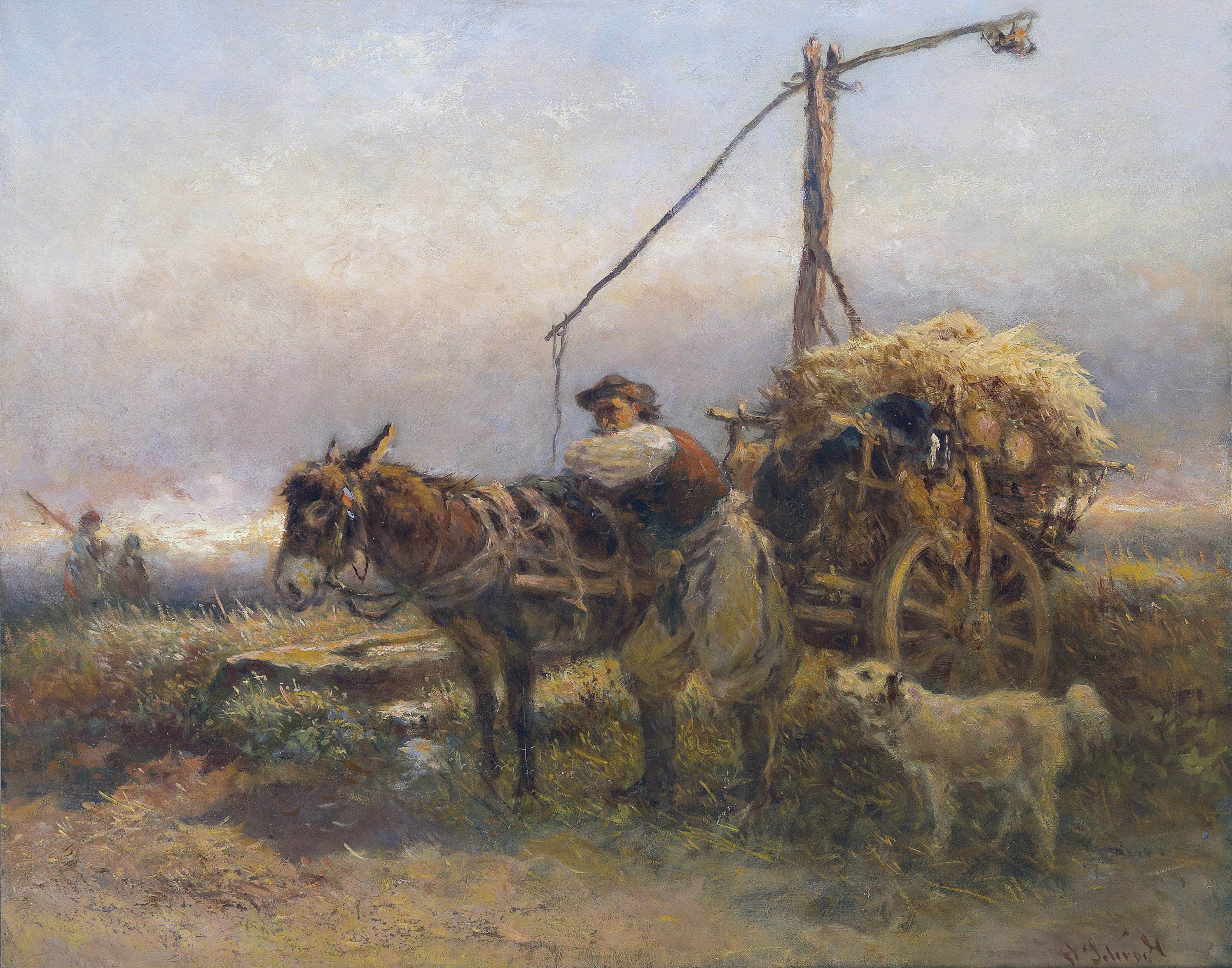
Eselgespann, 1906
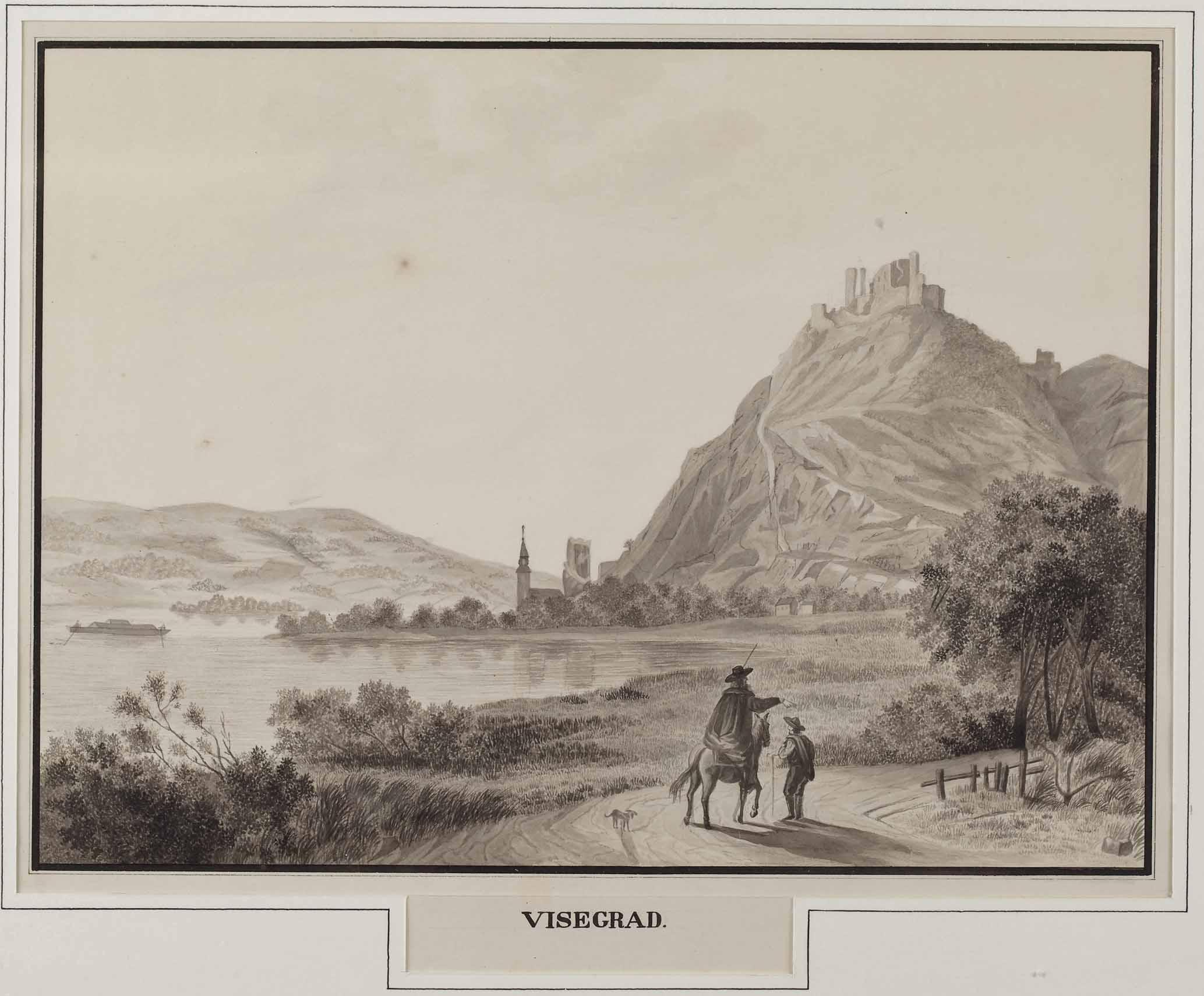
Ansicht von Visegrad mit Burg an der Donau in Ungarn, 1840
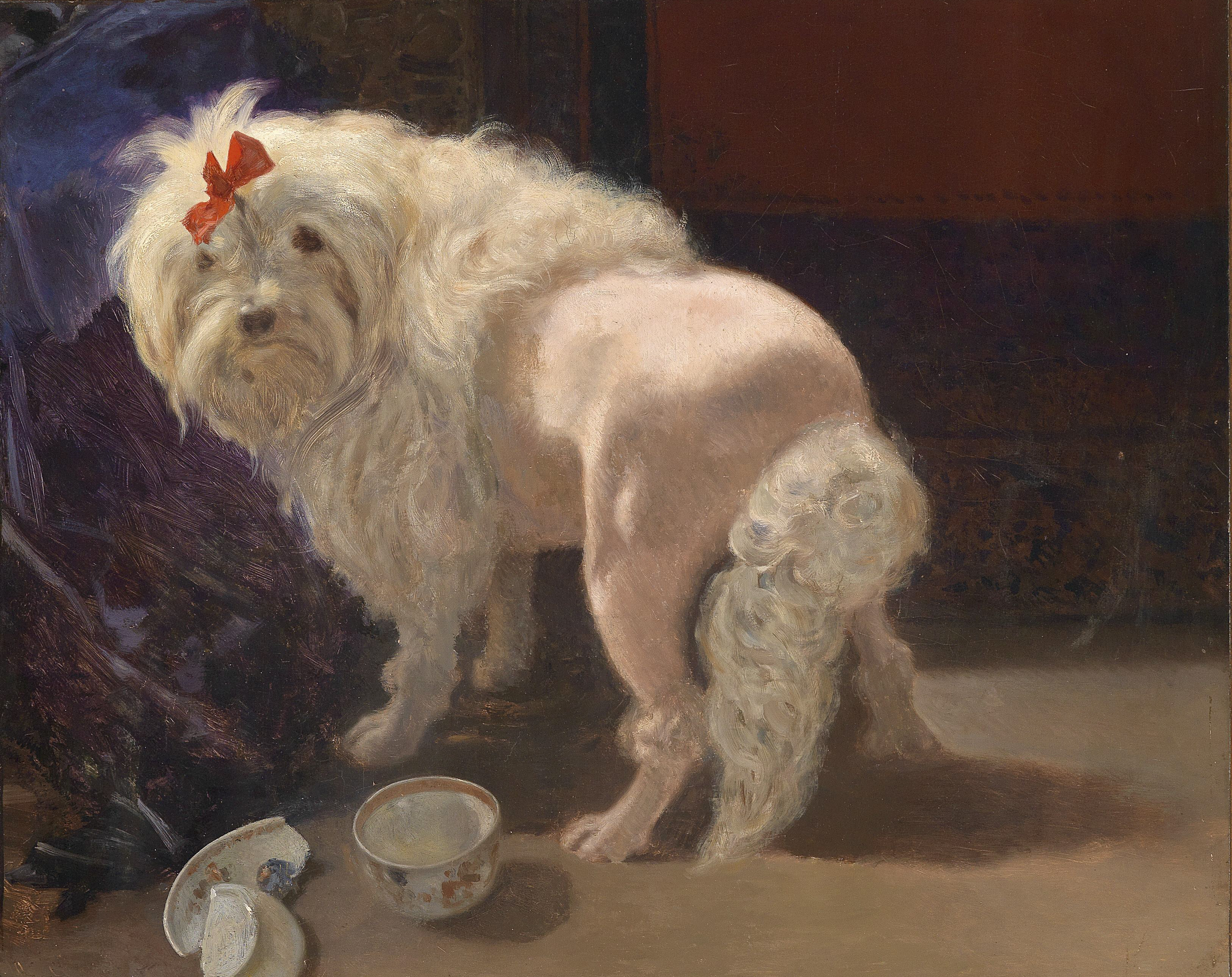
Die zerbrochene Schale
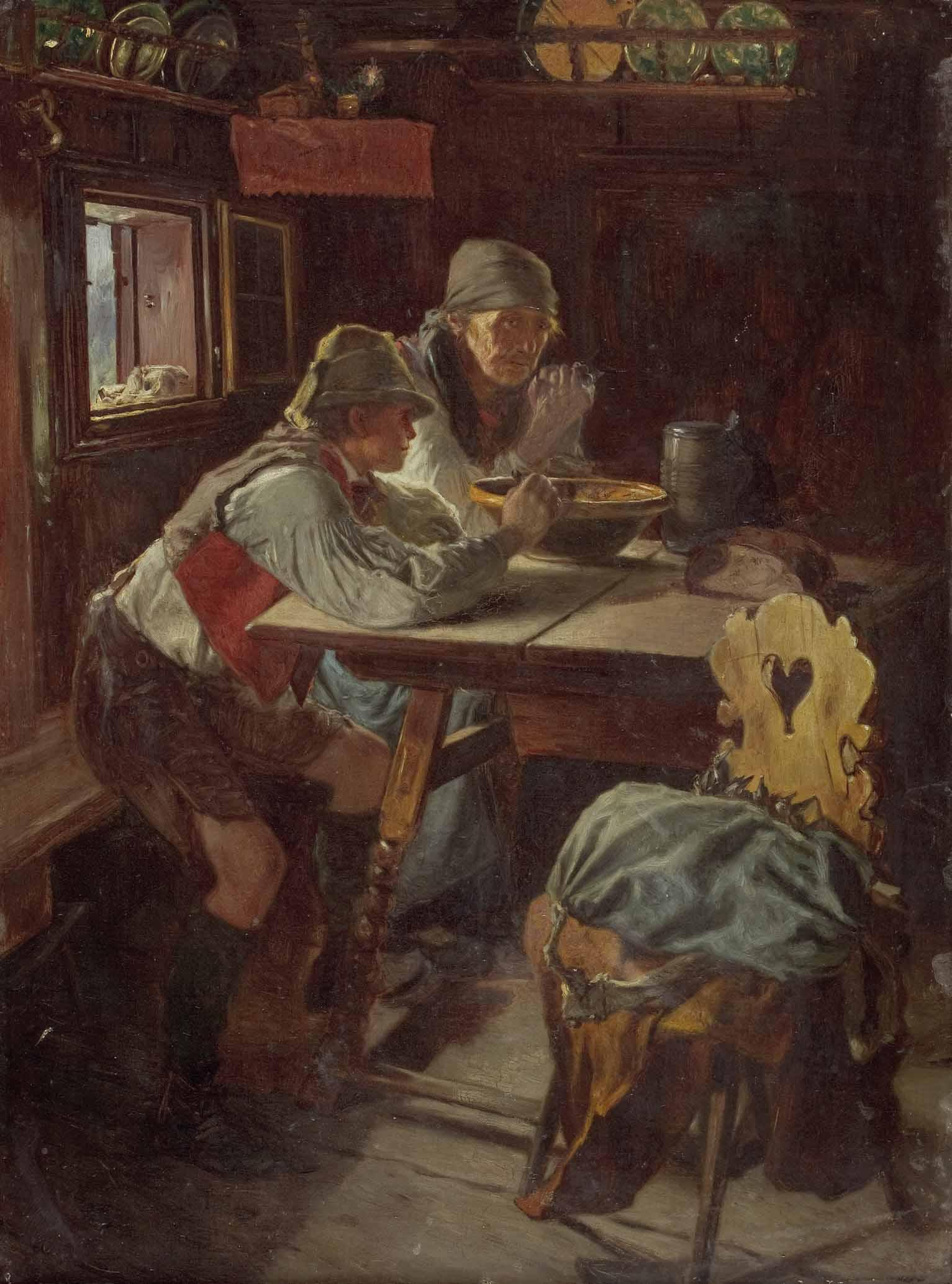
Großmutter und Enkel beim Tischgebet
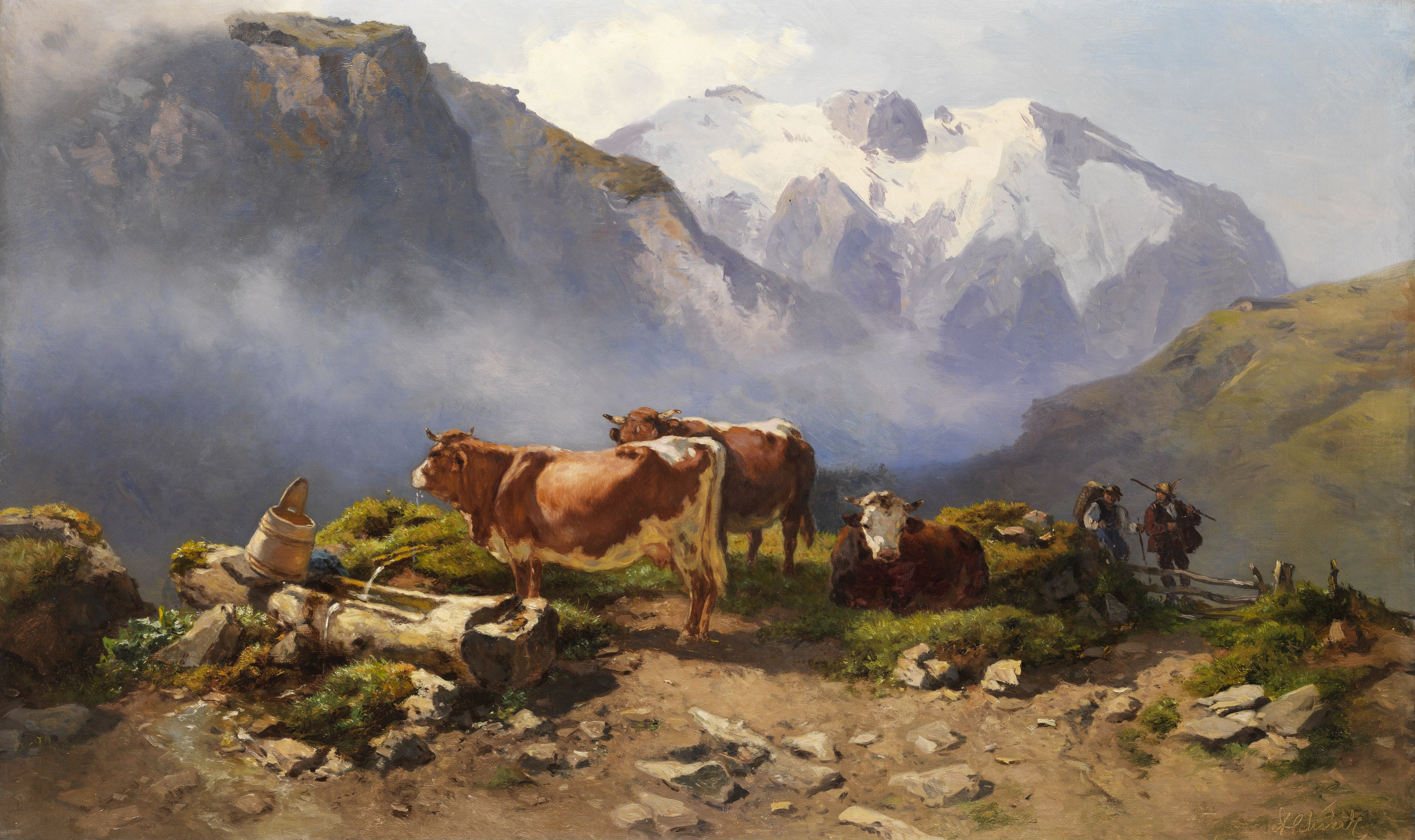
Weidende Kühe auf einer Alm
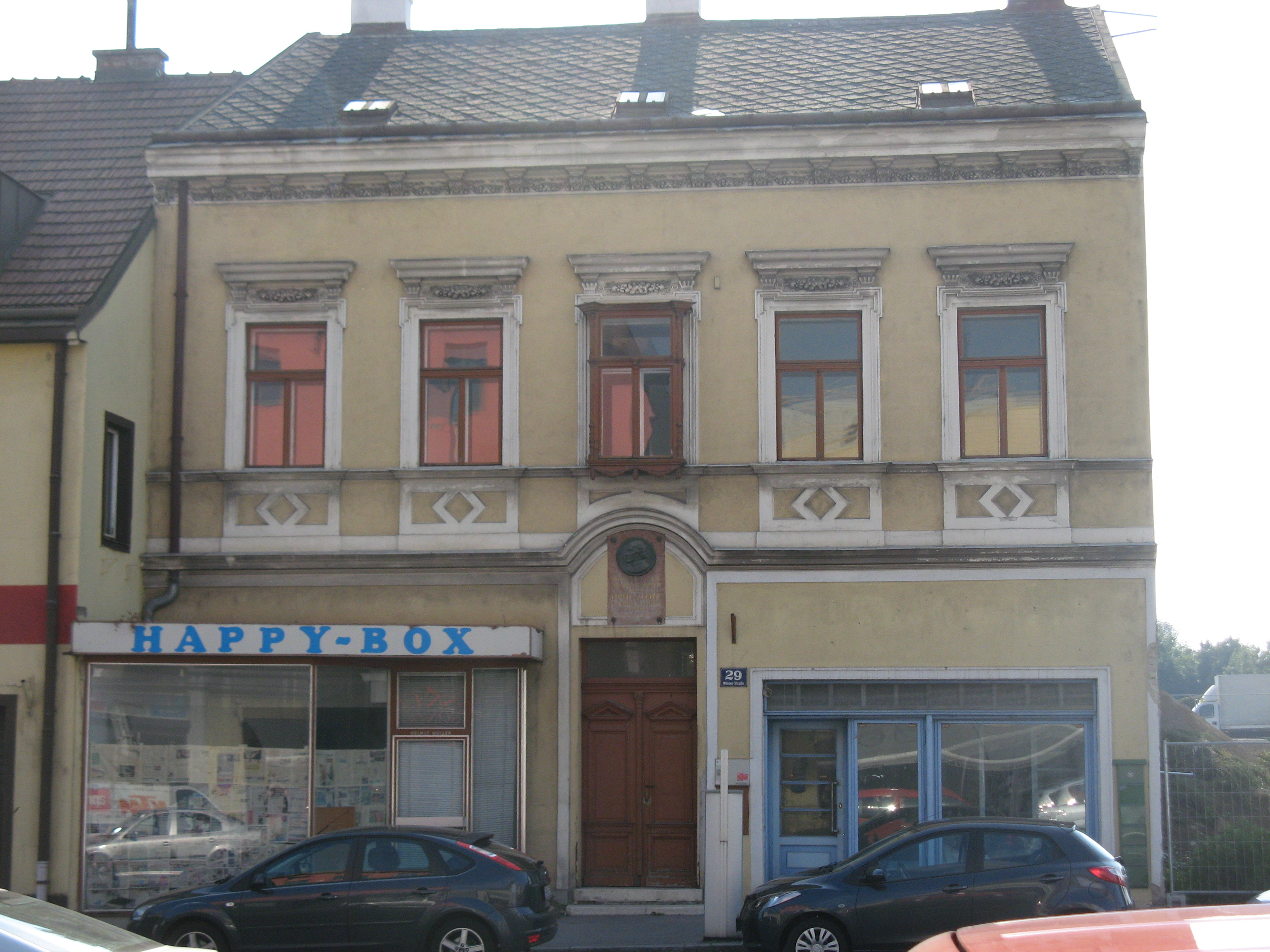
Maison natale de Anton Schrödl